# Barry Morse
Pour les articles homonymes, voir Morse.
Barry Morse (Londres 10 juin 1918 - 2 février 2008) est un acteur et réalisateur canadien d'origine britannique, né à Shoreditch, près de Londres.

## Biographie
Issu d'une famille modeste, Barry Morse bénéficie d'une bourse pour faire des études d'art dramatique à l'Académie Royale d'Art Dramatique de Londres. Le talent de Barry Morse est assez vite reconnu et lui vaut le Prix de la BBC, une distinction importante. En 1939, Barry Morse épouse l’actrice Sydney Sturgess (en) avec laquelle il aura trois enfants. Le parcours de Barry Morse lui donne l'occasion de jouer des rôles dans des œuvres de Shakespeare. Avec beaucoup de minutie, Barry Morse va sortir des oubliettes des pièces assez peu connues avec le souci de rechercher des ouvrages présentant de l'intérêt. Barry Morse se produit dans les théâtres du West End.
En 1951, Barry Morse s'installe au Canada où il participe, entre autres, à l'émission radiophonique The Investigator qui, bien que présentée comme une "pièce", va susciter de nombreuses polémiques. En 1952, Barry Morse débute à la télévision en réalisant le téléfilm Noises in the Nursery pour une chaîne de télévision canadienne. Sa fille Mélanie fait partie de la distribution de ce téléfilm. En 1953, Barry Morse acquiert la nationalité canadienne. La même année, il participe à l'adaptation pour la télévision de deux ouvrages, Othello ou le Maure de Venise et Macbeth, avec la participation de Patrick Macnee (Chapeau melon et bottes de cuir).
À partir de 1958, Barry Morse joue dans des séries télévisées américaines. Il apparait, entre autres, dans La Quatrième Dimension conçue et présentée par Rod Serling, dans l'épisode "A piano in the House". Il fait aussi un passage dans la série Les Incorruptibles. Le site Internet de l'acteur lui attribue pas moins de 3000 rôles incluant la radio, la télévision, le  théâtre et le cinéma, sur une durée totale de 70 ans. Dans les années 1960, durant 120 épisodes, il incarne le lieutenant Philip Gerard, un officier de police entêté et particulièrement tenace traquant sans relâche le Docteur Richard Kimble, accusé à tort du meurtre de sa femme dans la série télévisée Le Fugitif. Il n'y apparaît cependant que dans 37 épisodes. C'est Quinn Martin, producteur de la série, qui l'engage pour jouer ce rôle. En 1966, Barry Morse devient directeur artistique du festival de théâtre Shaw à Niagara-on-the-Lake (ville de l'Ontario). Il y a apporte sa contribution, ce qui permet de soutenir et de sauver financièrement ce festival consacré seulement à George Bernard Shaw (dramaturge irlandais 1856-1950). Barry Morse joue ensuite dans la série télévisée L'Aventurier avec Gene Barry et Catherine Schell.
En 1974, Barry Morse incarne le professeur Victor Bergman dans la série télévisée Cosmos 1999, créée par Gerry Anderson et Sylvia Anderson. Cette série remplace UFO, alerte dans l'espace (en perte de vitesse aux États-Unis) qui est jugée trop "terrestre" alors que Cosmos 1999 se déroule principalement sur la Lune. La saison 2 se fait sans lui, Fred Freiberger, le nouveau producteur de la série, choisissant quelques nouveaux acteurs pour rendre le scénario plus spectaculaire et toucher un peu plus le public américain. Cette nouvelle distribution et surtout la nouvelle mise en scène ne réussissent pas à captiver le public, entrainant la disparition rapide de Cosmos 1999.
En 1980, Barry Morse apparaît dans la série Chroniques Martiennes dans laquelle joue aussi Rock Hudson. En 1982, il incarnera un Président Américain ("Johnny Cyclops") cherchant à briguer un second mandat dans la série anglaise Whoops Apocalypse. En 1983, il joue dans la série Le Souffle de la guerre qui raflera presque toutes les récompenses avec Robert Mitchum. Il tourne au cinéma dans Sadat (1983), Reunion at Fairborough (1985), Fight for Life (1987) avec Jerry Lewis et Morgan Freeman. Morse joue dans War and Remembrance avec Robert Mitchum. 
Barry Morse s'est éteint en 2008 à l'University College Hospital de Londres à la suite d'une brève maladie à l'âge de 89 ans.

## Filmographie

### comme acteur
- 1942 : Le Pas de l'oie (The Goose Steps Out) : Kurt
- 1943 : Thunder Rock : Robert
- 1943 : When We Are Married : Gerald Forbes
- 1943 : The Dummy Talks
- 1946 : Late at Night : Dave Jackson
- 1946 : This Man Is Mine : Ronnie
- 1947 : Mrs. Fitzherbert : Beau Brummell
- 1948 : Daughter of Darkness : Robert Stanforth
- 1950 : No Trace : Harrison
- 1952 : Noises in the Nursery (TV)
- 1954 : Haunted Studio (série télévisée) : Host
- 1955 : Macbeth (TV) : MacBeth
- 1960 : Presenting Barry Morse (série télévisée) : Multiple Characters
- 1960 : Family Classics: The Three Musketeers (TV) : Athos
- 1961 : Lord Durham : Gibbon Wakefield
- 1961 : The Heiress (TV) : Dr. Austin Sloper
- 1962 : La Quatrième Dimension (The Twilight Zone) (TV), saison 3, épisode 22 : Un piano dans la maison (A Piano in the House) : Fitzgerald Fortune.
- 1963 : Les Rois du soleil (Kings of the Sun) : Ah Zok
- 1963 : Le fugitif (TV) : Lt Philip Gerard (37 épisodes)
- 1964 : Dear Liar (TV) : George Bernard Shaw
- 1969 : The Invaders (Les Envahisseurs) (TV), saison 2, épisode 42 : Mission de vie
- 1969 : Justine de George Cukor : Maskelyne
- 1969 : The English Boy (TV)
- 1970 : Portrait d'une enfant déchue (Puzzle of a Downfall Child) : Dr. Galba
- 1971 : The Telephone Book : Har Poon
- 1972 : Running Scared : Mr. Case
- 1972 : Poet Game (TV)
- 1972 : The Golden Bowl (feuilleton TV) : Adam Verver
- 1972 : Asylum : Bruno
- 1972 : L'Aventurier (the adventurer) (série télévisée) :  M. Parminter (V.F. : Philippe Dumat)
- 1974 : To Kill the King : Secretary
- 1974 : The Zoo Gang (en) (feuilleton TV) : ITC
- 1975 : Cosmos 1999 (TV), saison 1 : Professeur Victor Bergman
- 1976 : Alien Attack (TV) : Professor Victor Bergman
- 1976 : Journey Through the Black Sun (TV) : Professor Victor Bergman
- 1976 : Truman at Potsdam (TV) : Secretary of State James F. Byrnes
- 1976 : The Story of David (TV) : Jehosephat
- 1977 : The Ugly Little Boy (TV)
- 1977 : Love at First Sight : William
- 1977 : Welcome to Blood City : Supervisor
- 1977 : One Man : Colin Angus Campbell
- 1978 : Power Play : Dr. Jean Rousseau
- 1979 : Riel (TV) : MacTavish
- 1979 : World According to Nicholas (série télévisée) : Captain
- 1979 : Alerte dans le cosmos : Dr. John Caball
- 1980 : The Starlost: The Beginning (TV) : Shalith
- 1980 : Klondike Fever : John Thornton
- 1980 : The Martian Chronicles (feuilleton TV) : Peter Hathaway
- 1980 : L'Enfant du diable (The Changeling) : Parapsychologist
- 1980 : Funeral Home : Mr. Davis
- 1980 : Hounds of Notre Dame (en) : Bishop Williams
- 1980 : A Tale of Two Cities (TV) : St. Evremonde
- 1982 : Whoops Apocalypse (série télévisée) : Président Johnny Cyclops
- 1982 : Meurtre par téléphone (Murder by Phone) de Michael Anderson : Fred Waites
- 1983 : The Rothko Conspiracy (TV)
- 1983 : L'Espace d'une vie (A Woman of Substance) (feuilleton TV) : Murgatroyd
- 1983 : Le Souffle de la guerre (The Winds of War) (feuilleton TV) : Wolf Stoller
- 1983 : Mark Twain: le voyage des innocents (The Innocents Abroad) (TV) : Captain Duncan
- 1983 : Sadat (TV) : Menachem Begin
- 1984 : Maître du jeu (Master of the Game) (feuilleton TV) : Dr. John Harley
- 1985 : Rendez-vous à Fairboroug (Reunion at Fairborough) (TV) : Nathan Barsky
- 1985 : Covenant (TV) : Zachariah
- 1987 : Le Retour de Sherlock Holmes (The Return of Sherlock Holmes) (TV) : Carter Morstan
- 1987 : Fight for Life (TV) : Dr. Whalley
- 1987 : La Course à la bombe (Race for the Bomb) (feuilleton TV) : Secretary Henry Stimson
- 1987 : Hoover vs. the Kennedys: The Second Civil War (TV) : Joseph Kennedy
- 1988 : Les Orages de la guerre (War and Remembrance) (feuilleton TV) : Col. Gen. Franz Halder
- 1988 : La Cinquième Dimension (série télévisée) (The Twilight Zone) (TV) Saison 3, épisode 5 Le mauvais rêve (Dream me a life) : Franck
- 1989 : Glory! Glory! (TV) : Rev. Dan Stuckey
- 1992 : Al lupo al lupo de Carlo Verdone : Mario Sagonà
- 1993 : J.F.K.: Reckless Youth (TV) : Lord Halifax
- 1994 : TekWar (TV) : Prof. Kittridge
- 1995 : Brain Transplantation (Memory Run) de Allan A. Goldstein : Bradden
- 1996 : Chercheurs d'or (feuilleton TV)
- 1999 : Taxman : Reverend Adam Putter
- 2000 : Anne of Green Gables: The Continuing Story (TV) : Mr. Winfield
- 2000 : Merely Players (TV) : Multiple Characters
- 2005 : Icône (Icon) (TV) : Josef Cherkassov

### comme réalisateur
- 1952 : Noises in the Nursery (TV)
- 1958 : Great Catherine (TV)
- 1968 : Mr. Dickens of London (TV)
- 1977 : The Ugly Little Boy (TV)